# Racisme i fodbold
Racisme i fodbold er stadig et stort problem i dele af verden, delvist i Italien, Spanien og Østeuropa, selv om det også findes verden rundt.fx Spanske fans' opførsel siges at være 30 år bag deres britiske modparter. Racisme henvises ikke kun til spillere pga. deres hudfarve, men også efter deres nationalitet, religion eller etnicitet. Nogle spillere angribes mere, fordi de spiller for modstanderens hold i stedet for nogle af deres egen herkomst. Dog er nogle spillere blevet angrebet af deres egne fans, som John Barnes.